# Силікатний (заказник)
Силіка́тний — лісовий заказник місцевого значення в Україні. Об'єкт розташований на території Камінь-Каширського району Волинської області, ДП СЛАП «Камінь-Каширськагроліс», Полицівське лісництво, квартал 3, виділи 9, 21 у долині річки Єльниця. 
Площа — 40,7 га, статус отриманий у 1996 році.
Охороняється рідкісна для області високобонітетна ділянка ялини європейської (Picea abies) віком близько 100 років із домішкою вільхи чорної (Alnus glutinosa).